# Krywtsche
Krywtsche (ukrainisch Кривче; russisch Кривче Kriwtsche, polnisch Krzywcze) ist ein Dorf (ukr. selo) im Rajon Borschtschiw der Oblast Ternopil im Westen der Ukraine.

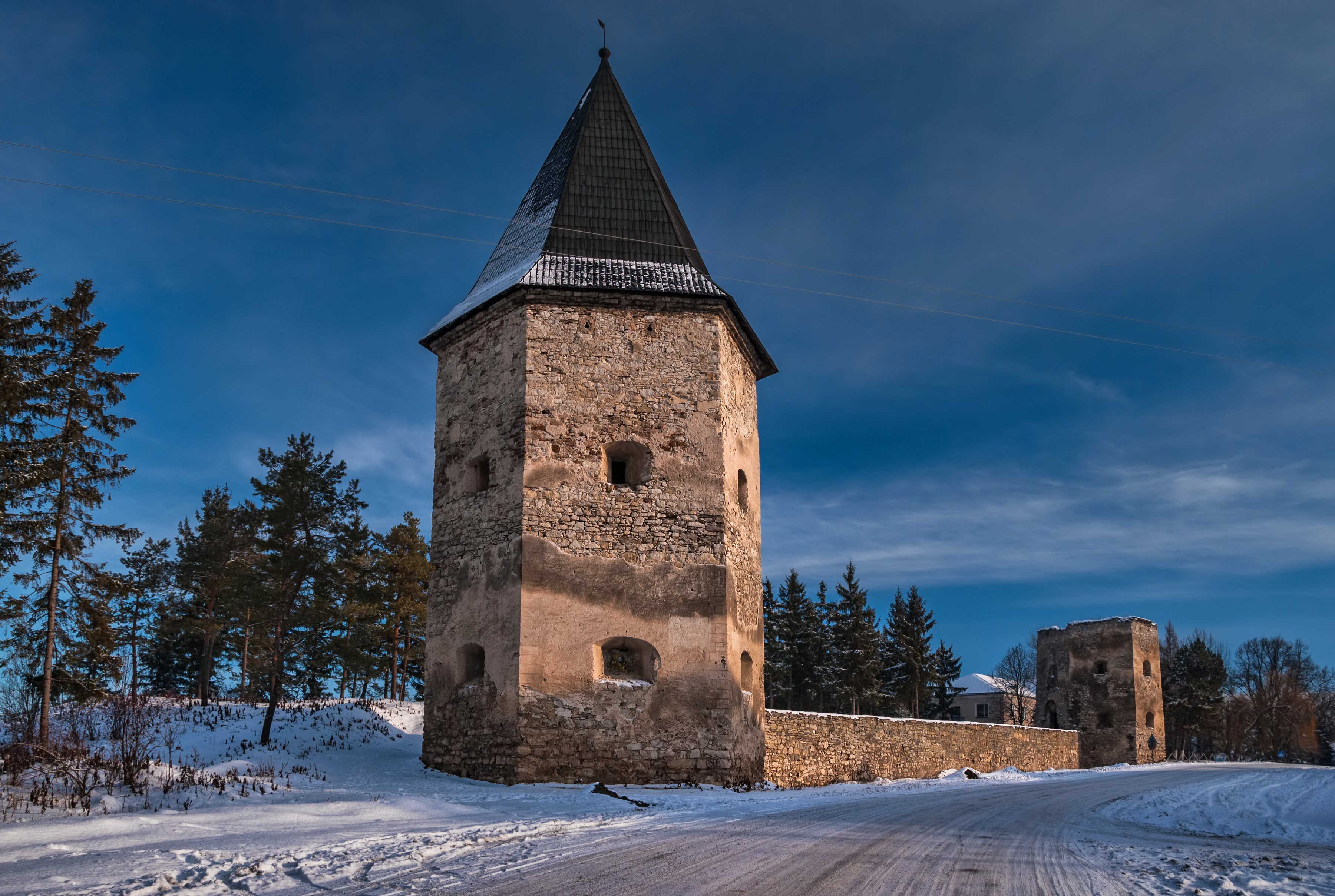
Reste des Schlosses im Ort

Der Ort liegt etwa 100 Kilometer südöstlich der Oblasthauptstadt Ternopil und 12 Kilometer südöstlich der ehemaligen Rajonshauptstadt Borschtschiw am Fluss Zyhanka (Циганка).
Der Ort wurde 1650 zum ersten Mal schriftlich erwähnt, lag zunächst in der Adelsrepublik Polen-Litauen, Woiwodschaft Podolien und kam 1772 als Krzywcze zum damaligen österreichischen Kronland Galizien. Zwischen 1810 und 1815 war er kurzzeitig innerhalb des Tarnopoler Kreises ein Teil des Russischen Kaiserreiches und kam dann wieder in österreichische Hand. Ab 1867 war er im galizischen Bezirk Borszczów eingegliedert. Die Ortschaft hatte hier den Status eines Marktstädtchens, verlor diesen aber nach 1918. Der Ort wurde in österreichischer Zeit in die 2 Ortsteile Krzywcze Górne Miasto und Krzywcze Górne Wieś unterteilt, nach 1918 wurden beide Ortsteile zu Krzywcze Górne vereinigt, nach 1945 wurde auch das bis dahin eigenständige Dorf Krzywcze Dolne mit dem heutigen Ort vereinigt.
Nach dem Ende des Ersten Weltkrieges kam der Ort zur Polnischen Republik (in die Woiwodschaft Tarnopol, Powiat Borszczów, Gmina Krzywcze Górne), wurde im Zweiten Weltkrieg 1939 bis 1941 von der Sowjetunion und dann bis 1944 von Deutschland besetzt und hier in den Distrikt Galizien eingegliedert.
Nach dem Ende des Krieges wurde der Ort der Sowjetunion zugeschlagen, dort kam das Dorf zur Ukrainischen SSR und ist seit 1991 ein Teil der unabhängigen Ukraine.
Im Ort befindet sich die Burg Krywtsche. Die heute großteils verfallene Anlage wurde 1639 bis 1650 erbaut.
Am 12. Juni 2020 wurde das Dorf ein Teil der Stadtgemeinde Borschtschiw im Rajon Borschtschiw; bis dahin bildete es die Landratsgemeinde Krywtsche (Кривченська сільська рада/Krywtschenska silska rada) im Zentrum des Rajons Borschtschiw.
Am 17. Juli 2020 wurde der Ort Teil des Rajons Tschortkiw.